# Srédnieie Babalàrovo
Srédnieie Babalàrovo (en rus: Среднее Бабаларово) és un poble de Baixkíria, a Rússia, que en el cens del 2010 tenia 64 habitants. Pertany al districte de Iermolàievo.